# Zlatibor
Zlatibor (în sârbă Златибoр, pronunțat [zlǎtibɔːr]) este o regiune muntoasă situată în partea de vest a Serbiei. Zlatibor este și un parc natural în acestă zonă.
Printre cele mai populare locuri din Serbia pentru turism, principalele atracții din Zlatibor includ turismul de sănătate, schi alpin și drumeția. Cel mai mare oraș din regiune este Užice - situat la poalele muntelui - în timp ce cea mai mare parte a zonei aparține comunei Čajetina. Orașul Zlatibor  s-a transformat de-a lungul anilor de la un grup de case de vacanță într-o localitate urbană cu diverse facilități. Stațiunea de schi Tornik este situată în această zonă.
Regiunea Zlatibor este împărțită în două comune, Čajetina și Užice, în timp ce ambele se află în districtul Zlatibor. Calea ferată Belgrad-Bar trece prin Zlatibor. 

## Istorie
În Evul Mediu, regiunea era cunoscută sub numele de Rujno, o župa care făcea parte din Raška, un centru al statului sârb medieval. Numele Zlatibor i-a fost dar în secolul al XVIII-lea, dar etimologia sa este incertă. Probabil provine din cuvintele sârbe zlatni (aur) și bor (pin). Pinus sylvestris var. zlatiborica este o subspecie de pin din acești munți și astăzi este în pericol de dispariție. 
Un deal pe nume Cigla , situat în apropierea satului Jablanica, are în continuare câteva marcaje de graniță ale Regatului Serbiei, Austro-Ungariei și ale Imperiului Otoman. 

### Al Doilea Război Mondial
La sfârșitul anului 1941, muntele a devenit o țintă a vânătorilor de comori, ca urmare a retragerii partizanilor iugoslavi de pe teritoriul liber al Republicii Užice care a fost reocupată de trupele germane. Din Užice, partizanii au confiscat multă hârtie și tone de bani din argint. La 10 octombrie 1941 au trimis două camioane pe munte unde au îngropat banii. O altă cantitate, numai din argint, a fost luată cu ei în timpul retragerii la sfârșitul lunii noiembrie și îngropată în pământ, la Zlatibor. După război, povestea oficială a partizanilor a fost că toți banii au fost confiscați ulterior de germani și cetnici, dar după căderea comunismului au apărut informații diferite.
La 28 noiembrie 1941, Iosip Broz Tito și Slobodan Penezić Krcun au ordonat ca argintul să fie transportat inițial în vila din Zlatibor a avocatului belgrădean Aca Pavlović. Au fost 103 cutii, 60 de kg fiecare sau 6 tone în total. Comoara a fost mascată ca muniție și apoi a fost transportată în Borova Glava, iar în localitatea Jokina Ćuprija a fost îngropată o parte din ea, dar lucrarea nu a fost terminată din cauza ofensivei germane, așa că au încercat să mute partea rămasă. Cum transportul cu camioanele nu era o opțiune din cauza ofensivei, partizanii au purtat acum lăzile pe spate. În timp ce au fost urmăriți de germani, partizanii au aruncat lăzile și argintul s-a împrăștiat pe pajiști în direcția râului Rzav, reușind să păstreze doar câțiva saci de bani din hârtie.
Conform raportului șefului Statului Major, partizanii au pierdut jumătate din banii de hârtie în timpul retragerii de pe Zlatibor, în timp ce monedele de argint au fost îngropate în noroi și apoi au fost furate de „unii oameni”. Atât germanii, cât și populația locală din perioada următoare au căutat și adunat comoara de pe munte. Germanii au descoperit principala comoară lăsată de partizani (de 1,8 milioane de dinari în acea vreme) cu o echipă de căutare organizată pe 3 decembrie. De asemenea, germanii au strâns  cea mai mare parte a argintului care a fost risipit pe munte.

## Geografie

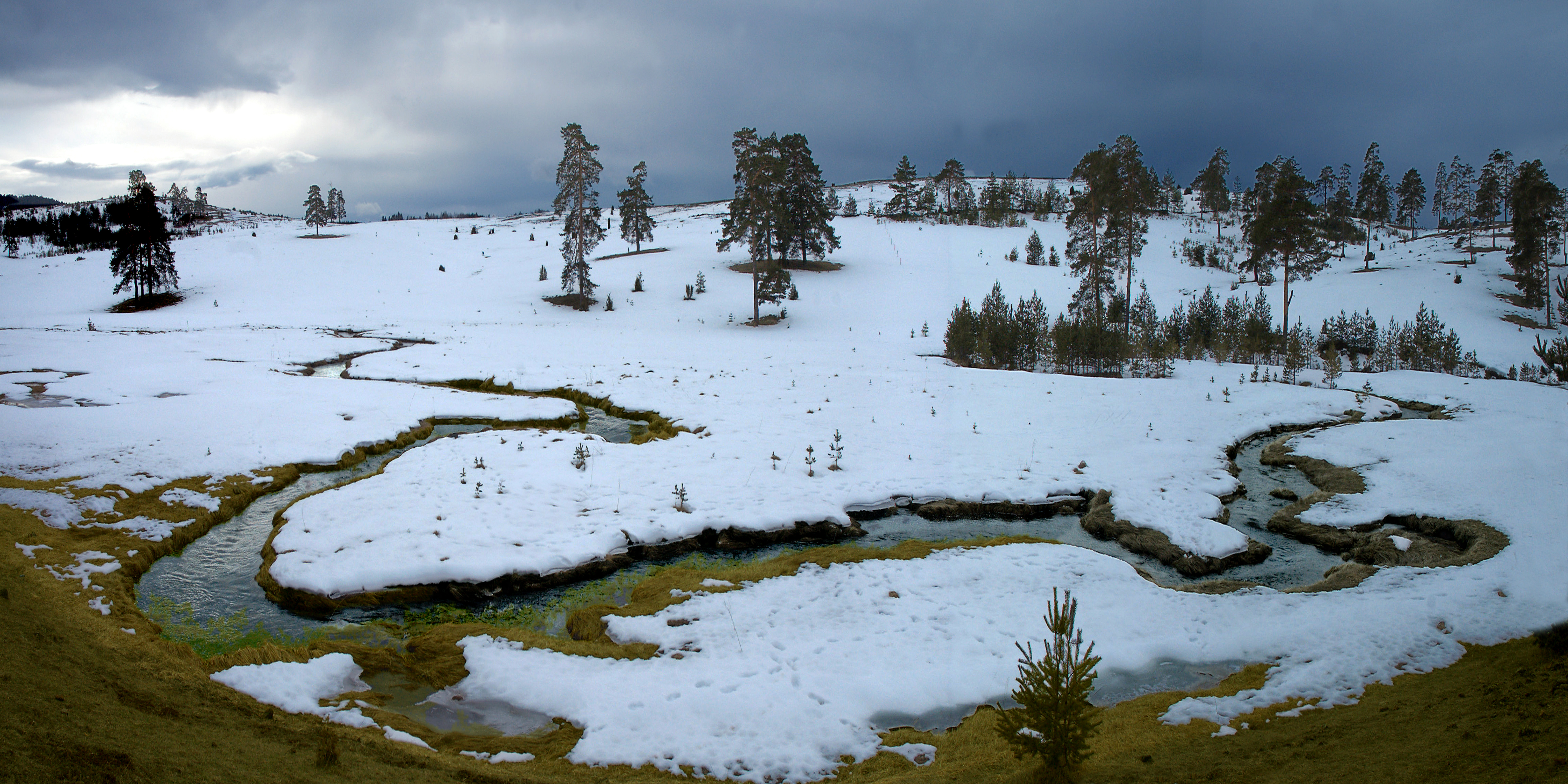
Peisaj din munții Zlatibor - iarna

Zlatibor în sine este situat în partea de nord a regiunii Stari Vlah, o regiune de graniță istorică dintre Raška, Herțegovina și Bosnia. Se întinde pe o suprafață de 300 km², are 27 km lungime, se întinde de la sud-est spre nord-vest și are până la 23 km în lățime. Cel mai înalt vârf al său, Tornik, are o altitudine de 1.496 m. Zlatibor este situat între 43° 31' N și 43° 51' N și între 19° 28' E și 19° 56' E. 
Granițele de sud și de est ale Zlatiborului sunt naturale - râurile Uvac și Veliki Rzav. Satele Mokra Gora, Semegnjevo și Jablanica marchează granița sa vestică spre Muntele Tara. Partea de sud a Zlatiborului, care se extinde spre muntele Zlatar, este denumită Murtenica.

### Climat
Clima este continentală umedă (clasificarea climei Köppen: Dfb). 

## Turism

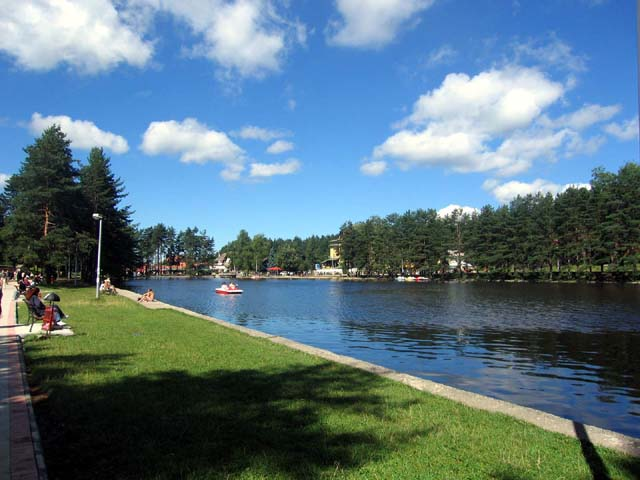
Lacul din centrul orașului Kraljeva Voda

Situată la o altitudine de puțin peste 1.000 de metri, Zlatibor este o stațiune balneară, caracterizată printr-un climat alpin rece, aer curat, perioade lungi de soare în timpul verii și de o acoperire de zăpadă puternică în timpul iernii. Facilitățile turistice includ hoteluri moderne, centre de vacanță și cabane, terenuri de sport și piste de schi. 
Perioada turistică la Zlatibor a început oficial la 20 august 1893, când regele Serbiei Alexandru I Obrenović a decis să înființeze o stațiune de sănătate la inițiativa gazdelor locale. În cinstea sa, a fost ridicată o fântână pe locul unde a luat prânzul și a primit numele de Kraljeva Voda („apa regelui”). Fântâna era însoțită de micul lac artificial Zlatibor, format în 1947. A fost construit printr-un baraj pe râul Obudovica în timpul uneia dintre acțiunile de lucru ale Tineretului, pe baza proiectului inginerului Miladin Pećinar.
În 1945, așezarea a fost redenumită Partizanske Vode după partizani iugoslavi, iar în 1991 orașul a primit numele actual Zlatibor. Zona este o locație cu numeroase hoteluri, vile, restaurante, piscine deschise și alte facilități sportive. În cele din urmă, locuitorii satelor din jur din Sirogojno, Gostilje, Jablanica, Rožanstvo, Ljubiš, Tripkova și orașul Čajetina și-au folosit casele pentru a găzdui turiști și au construit alte facilități.
Lacul a fost golit complet în aprilie și mai 2020 pentru renovare, care include Trg Kraljev ("Piața Regelui") din apropiere. Albia lacului a fost spălată și curățată, un canal de deviere va fi construit în jurul lui pentru a duce apa murdară din timpul precipitațiilor, în timp ce o platformă plutitoare polivalentă va fi amplasată pe lac.

## Protecție
Procesul a început în ianuarie 2016, iar în octombrie 2017, guvernul a pus o parte din munte sub protecție ca Parcul Natural Zlatibor. 56% din terenul aflat în „zona protejată cu o importanță excepțională“ (Categoria I  IUCN) este format din  proprietăți private și acoperă satele Semegnjevo, Jablanica, Stublo, Dobroselica, Ljubiš și Gostilje. Zona locuită se află la cel mai scăzut nivel de protecție, în timp ce primul nivel de protecție ocupă 4,69% din întreaga suprafață, sau 1.968,89 ha. În parc există patru regiuni: Viogor, Crni Rzav, Cheile Uvac și Cheile Griža. Există, de asemenea, zone protejate anterior: rezervația naturală "Pădurea parcului" (de 12,54 ha) și monumentele naturale „Pinul negru Lira” (lângă Nova Varoš) și „Trei pini negri - Dobroselica” (lângă Čajetina). Suprafața totală a parcului este 41,923 ha. 
În parc se găsesc 1.044 specii de plante. Fauna predominantă constă din pădurile de pin negru autohton și pădurile mixte de pin negru și scoțian, care sunt clasificate drept habitate prioritare de rețeaua ecologică  Natura 2000. Există 18 specii de amfibieni și reptile, 154 specii de păsări (42% din toate speciile de păsări înregistrate în Serbia) și 38 de specii de mamifere (40%). Odată cu întoarcerea treptată a lupilor și urșilor în secolul al XXI-lea, supravegherea animalelor care a început în 2017 pe muntele Golija, a arătat că zona Zlatibor este o zonă principală de tranzit pentru urșii bruni, care au trecut aici spre zonele din sud și sud-est, inclusiv Tara, Šargan, Mokra Gora, Golija, Uvac și Zlatar. Sondajele din 2019 au arătat că o populație permanentă de urs brun s-a stabilit și în Zlatibor. 
Parcul include trei monumente culturale și numeroase obiecte de moștenire arhitecturală.
Parcul este delimitat de râul Uvac la sud, se mărginește cu Bosnia și Herțegovina la vest, munții Mokra Gora, Semegnjevo și Grude la nord și munții Murtenica și râul Katušnica la est. Lacul Ribnica și masivul Čigota se află în parc, în timp ce orașele Čajetina și Zlatibor sunt în apropiere, în afara parcului. În apropiere se află Aeroportul Ponikve (Аеродром Поникве) (IATA: UZC, ICAO: LYUZ).